# جان اورمزبی واندلور
جان اورمزبی واندلور (انگلیسی: Ormsby Vandeleur; ۱۷۶۳ – ۱۰ دسامبر ۱۸۴۹ (۸۶ ساله)) فرد نظامی اهل پادشاهی بریتانیای کبیر بود. وی همچنین برندهٔ جوایزی همچون نشان حمام شده‌است.